# Dschungelzeit
Pour plus de détails, voir Fiche technique et Distribution.
Dschungelzeit (Những mảnh đời rừng en vietnamien) est un film de guerre vietnamo-est-allemand réalisé par Jörg Foth (de) et Tran Vu, sorti en 1988.
Dschungelzeit fait écho à un autre film d'Europe de l'Est abordant le thème de la Légion étrangère dans la guerre d'Indochine : le film tchécoslovaque Le Bataillon noir en 1958.

## Synopsis
À Hanoï à Noël 1949. Armin Bauer est un soldat allemand recruté dans la Légion étrangère. Il décide de déserter la Légion et fait l'objet d'un avis de recherche des autorités coloniales françaises. Une jeune fille le conduit dans la maison du communiste Hai car il est prêt à l'aider. Il donne à Armin des faux papiers d'identité français. Ils naviguent sur le Mékong à bord d'un canot à rames et sont interceptés à un poste de contrôle par le chef de la police locale, Monsieur Lu Khu. Il les autorise toutefois à visiter le temple local en compagnie d'un garde. Hai et Armin maîtrisent le garde qui les accompagne et s'enfuient, accompagnés d'une jeune fille qui connaît bien les lieux, vers la zone dite libérée, contrôlée par le Vietminh.
Dans un village, Hai explique l'histoire d'Armin aux membres du Vietminh. Armin, imprimeur de profession, a été envoyé par les nationaux-socialistes en tant que communiste allemand (KPD) dans un bataillon pénitentiaire qui a été déployé en Afrique du Nord pendant la Seconde Guerre mondiale (999e division légère Afrika). Il a été capturé par des unités françaises et forcé de combattre le Vietminh dans la Légion étrangère. Il a maintenant pris conscience de l'injustice de cette guerre et souhaite se battre contre les Français.
Le chef du Viêt-minh propose à Armin de retourner en Allemagne, puisque la RDA existe désormais. Mais Armin ne veut pas y retourner, il veut se battre contre les Français. On lui propose alors d'organiser une équipe de propagande en raison de ses connaissances en allemand, afin d'inciter les membres de la Légion étrangère à déserter. Ainsi, l'adversaire serait également affaibli. Avec son ami Son, Armin travaille désormais dans une imprimerie. Les enfants du village sont intrigués par l'étranger et, lors d'une fête de village, Armin tombe amoureux de la chanteuse et danseuse Van. Armin conçoit un texte destiné à faire déserter les légionnaires.
Six autres déserteurs de la Légion arrivent au village : Eddy, Charly, Bäcker, Kaupel, Malaria-Benny et Gecko. Armin est désigné par le Vietminh comme chef du groupe, Eddy comme adjoint. Les ex-légionnaires vivent provisoirement chez l'oncle Kim, qui a une forte ressemblance avec Hô Chi Minh. Ils se construisent une nouvelle maison en bambou. La construction de cette bâtisse est vue d'un œil critique par les villageois, dont Son, car elle est très haute, et constitue de ce fait une cible privilégiée pour les attaques aériennes françaises et met ainsi le village en danger.
Lors de la construction de la maison, Armin est victime d'un accident qui le rend sourd. mais retrouve l'ouïe grâce à un traitement d'acupuncture. L'oncle Kim prie également ses ancêtres pour favoriser son rétablissement. Après sa guérison, Van chante une chanson populaire allemande pour Armin : Sah ein Knab ein Röslein stehn.
Un jour de février 1950, les légionnaires reçoivent l'autorisation de porter des armes. Les craintes des villageois se confirment : en raison de la maison bien visible, des avions français attaquent le village et y mettent partiellement le feu. Les déserteurs mettent toutes leurs forces pour éteindre l'incendie.
Son signale que des parachutistes français ont fait leur apparition. On demande à nouveau aux déserteurs s'ils veulent rentrer en Allemagne. Armin décide de le faire, les autres non. Eddy demande qu'Armin lui écrive. Près d'un pont, les déserteurs prennent position. Les Français avancent sur le pont. Bäcker a une vision et prend les soldats français pour des déserteurs. Il s'approche d'eux et essaie de les convaincre de déposer les armes. Il est aussitôt abattu. Dans la bataille qui s'ensuit, tous les soldats français se font tuer. Hai fait ses adieux à Armin, qui s'en va dans une micheline.

## Fiche technique
- Titre vietnamien : Những mảnh đời rừng ou Ngọn tháp Hà Nội
- Titre allemand : Dschungelzeit ou Turm von Hanoi
- Réalisateur : Jörg Foth (de), Tran Vu
- Scénario : Jörg Foth, Tran Vu, Banh Bao, Brigitte Bernert
- Photographie : Günter Jaeuthe (de), Pham Thien Thuyet
- Montage : Nguyen Thi Yen, Lotti Mehnert (de)
- Son : Günter Springer, Dao Van Bien
- Musique : Christoph Theusner
- Décors : Peter Wilde, Nguyen Nhu Giao, Hans-Jürgen Deponte
- Costumes : Werner Bergemann, Marcel Manoury, Nguyen Nhu Giao, Nguyen Thi Lan
- Maquillage : Klaus Friedrich, Nguyen Thi Huong
- Directeurs de production : Hans-Erich Busch, Tran Quang Chinh
- Sociétés de production : Deutsche Film AG
- Pays de production :  Allemagne de l'Est,  Viêt Nam
- Langue de tournage : allemand, vietnamien
- Format : Couleur Orwo - 1,66:1 - 35 mm
- Durée : 95 minutes (1h35)
- Genre : Film de guerre
- Dates de sortie :
  - Allemagne de l'Est : 14 avril 1988

## Distribution
- Hans-Uwe Bauer (de) : Armin Bauer
- Bui Bai Binh : Hai
- Khanh Huyen : Van
- Doan Dung : Son
- Phuong Thanh : Lien
- Sewan Latchinian (de) : Eddy
- Carl Heinz Choynski (de) : Gecko
- Thomas Wolff (de) : Charly
- Hans-Otto Reintsch : Malaria-Benny
- Joachim Lätsch (de) : Kaupel
- André Hennicke : le boulanger
- Nhu Quynh : Nam
- Dang Khoa : Capitaine Dai
- Tuan Tu : Oncle Kim
- Trinh Thinh : M. Lu Khu
- Pham Dong : Hoang